# Pipunculidae
I Pipunculidi (Pipunculidae Walker, 1834) sono una famiglia di insetti dell'ordine dei Ditteri (Brachycera: Cyclorrhapha). Comprende specie le cui larve sono parassitoidi endofaghe, associate ai Rincoti Omotteri o, meno frequentemente, ai Tipulidi e in alcuni casi sfruttate nella lotta biologica.
In inglese, i Pipunculidi sono denominati comunemente big-headed flies ("mosche dalla testa grande") o big-eyed flies ("mosche dagli occhi grandi"), facendo riferimento alla principale caratteristica morfologica di questa famiglia.

## Descrizione

### Adulto
Gli adulti sono di piccole o medie dimensioni, con corpo lungo 2-12 mm, caratterizzati dal marcato sviluppo del capo e degli occhi. La livrea presenta in genere colorazione scura e uniforme, spesso con una sfumatura grigiastra, sporadicamente con macchie gialle.
Il capo è di notevole dimensione rispetto al torace, con forma globosa nei Pipunculinae o più o meno semisferica nei Nephrocerinae e nei Chalarinae, in conseguenza dello sviluppo più o meno evidente della regione occipitale. Il carattere più evidente è il notevole sviluppo degli occhi, che ricoprono gran parte della capsula cranica; nei maschi della maggior parte dei Pipunculinae e dei Nephrocerinae sono contigui (capo oloptico), mentre nei maschi dei Chalarinae, dei generi Nephrocerus e Dorylomorpha, di alcuni Pipunculus e in tutte le femmine sono più o meno distanziati (capo dicoptico). Gli ocelli sono in numero di tre, nei Chalarinae accompagnati da setole ocellari, assenti invece nel resto della famiglia. Le antenne sono di tipo aristato, con scapo e pedicello brevi, più piccoli del primo flagellomero; questo è grande, di profilo ovoidale e compresso lateralmente. L'arista è triarticolata e si inserisce sul primo flagellomero in posizione dorsale. L'apparato boccale è di tipo succhiante-lambente, con labbro inferiore portante due labelli carnosi e palpi mascellari piccoli.
Il torace è robusto, con chetotassi differente secondo i gruppi sistematici. Le zampe presentano la parte terminale dei femori percorsa ventralmente da più file di piccole spine; le tibie posteriori sono provviste di una o più robuste setole sul lato interno e il pretarso porta unghie e pulvilli ben sviluppati. Le ali strette e allungate, generalmente ialine, a volte offuscate o iridescenti se esposte alla luce diretta. Il lobo anale e l'alula sono poco pronunciati, lo pterostigma è a volte presente, adiacente al tratto terminale di R1.
La nervatura alare presenta una certa variabilità nell'ambito della famiglia. In generale, la costa si estende fino all'apice dell'ala, in corrispondenza della terminazione di R4+5 o di M1 e la subcosta è completa e piuttosto sviluppata in lunghezza, confluente sulla costa a metà del margine costale. La radio si divide in tre rami (R1, R2+3 e R4+5); i rami del settore radiale sono vistosamente divergenti: la vena R2+3 termina nella metà distale del margine costale, mentre R4+5 termina sull'apice dell'ala dopo aver subito una curvatura più o meno accentuata nel tratto intermedio.
La media può presentare varie conformazioni. Nella maggior parte dei generi, la struttura è completa e si divide in tre rami, M1, M2 e M4 (o due se M4 è considerata come primo ramo della cubito anteriore), la cellula discale è presente e la biforcazione M1+2 è in posizione distale rispetto a quest'ultima. In Chalarus il ramo M1+2 si riduce ad un breve moncone dopo la confluenza della radio-mediale e la cellula discale e manca la delimitazione di quest'ultima. Il ramo M1, quando è presente, ha un percorso curvo, spesso a sigmoide, e confluisce sull'apice quasi convergendo con R4+5. Il ramo M2 è del tutto assente oppure è breve e incompleto. La vena trasversa mediale (m-m), quando è presente, connette M1+2 a M4, chiudendo all'apice la cellula discale.
| Chalarus      | Verrallia |
| Pipunculinae. | Schemi della nervatura alare nei Pipunculidi. Nervature longitudinali: C: costa; Sc: subcosta; R: radio; M: media; Cu: cubito; A: anale. Nervature trasversali: h: omerale; r-m: radio-mediale; m-m: mediale; m-cu: medio-cubitale. Cellule: c: costale; d: discale; br: 1ª basale; bm: 2ª basale; cup: cellula cup. |

Il sistema cubito-anale è ben sviluppato, con convergenza della cubito e dell'anale in un brevissimo tratto comune poco prima del margine, chiudendo la cellula cup con un angolo molto acuto. Le cellule basali e la cup sono lunghe e strette; in generale, la seconda basale è più breve delle altre due cellule per la posizione più distale della radio-mediale e della convergenza A1+CuA rispetto alla medio-cubitale e alla prima biforcazione della media. La cellula discale, quando è presente, ha un maggiore sviluppo trasversale, occupando buona parte della regione remigante.
L'addome è sottile e cilindrico. Le femmine hanno gli uriti 7-9 trasformati in un ovopositore di sostituzione retroflesso sotto l'addome; il nono urite è sclerificato ed è in grado di perforare i tegumenti delle vittime in cui saranno deposte le uova. I maschi hanno gli uriti 6 e 7 asimmetrici e piegati a sinistra.

### Stadi giovanili
La larva è apoda e microcefala, più o meno depressa in senso dorso-ventrale, con profilo ovoidale alla vista dorsale, più stretto nella parte anteriore, e con metameria poco evidente.  Caratteristica dei Pipunculidi è la presenza di due soli stadi larvali. Il sistema tracheale è privo di spiracoli nel primo stadio larvale (sistema apneustico), mentre la larva di 2a età ne presenta due paia, uno toracico e uno addominale (sistema anfipneustico). Gli spiracoli addominali sono portati su una placca dorsale poco prima della fine dell'addome.
La pupa si sviluppa all'interno di un pupario allungato, con estremità arrotondate, di colore variabile dal rossastro al bruno al nero. L'aspetto esteriore del pupario varia in funzione della presenza di rugosità, sculture, setole e spine.

## Biologia e habitat

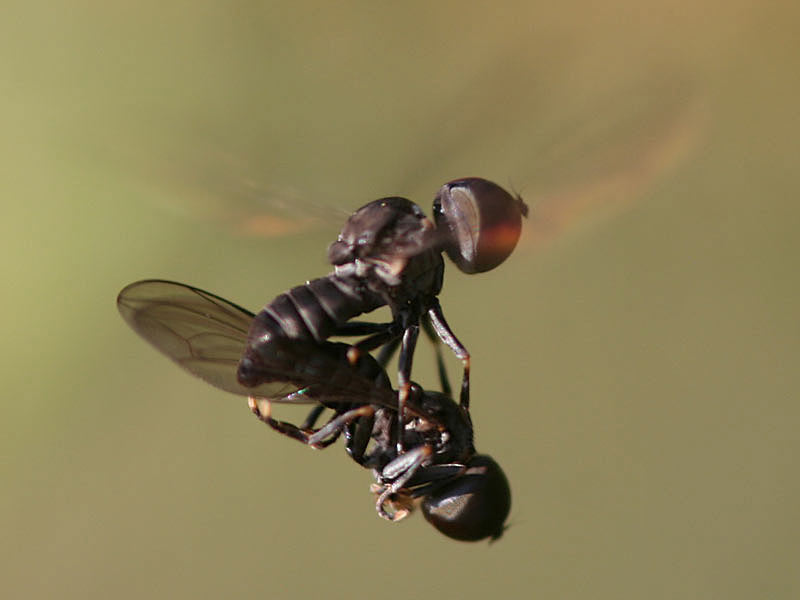
Adulti di pipunculidi in accoppiamento.

La biologia degli stadi giovanili dei Pipunculidi è conosciuta solo in parte, limitatamente alle poche specie studiate. Le larve sono entomofaghe e si sviluppano come endoparassitoidi di altri insetti. Le larve dei Chalarinae e dei Pipunculinae sono associate a ninfe e adulti di Rincoti Omotteri della sezione Auchenorrhyncha. Gli ospiti ricorrono fra le famiglie dei Delphacidae, dei Cercopidae, dei Cicadellidae, dei Cixiidae, dei Flatidae. Ogni singola specie è monofaga o, meno frequentemente, polifaga, ma in generale si riscontra una specializzazione nel rapporto trofico, che associa a ciascun genere dei Pipunculidi una sola famiglia di rincoti.
Gli ospiti dei Nephrocerinae sono rimasti sconosciuti per lungo tempo, ma Skevington (2005) ha riscontrato che le larve di Neprocerus, unico genere della sottofamiglia, sono associate a ditteri della famiglia dei Tipulidae.
Si ritiene che lo sviluppo degli occhi sia una condizione necessaria per il comportamento delle femmine all'atto dell'ovideposizione, basato sugli stimoli visivi: la femmina cerca il possibile ospite durante il volo e una volta individuatolo lo afferra con le proprie zampe e lo tiene saldamente per mezzo delle unghie. In alcune specie, la femmina solleva la vittima e depone l'uovo in volo, in altre specie, invece, la vittima è lasciata nel suo sito e la deposizione si svolge con il dittero in volo stazionario. Servendosi dell'ovopositore sclerificato, la femmina perfora il tegumento dell'ospite in corrispondenza della membrana intersegmentale dell'addome e depone le uova nella cavità emocelica.
Lo sviluppo larvale si svolge attraverso due stadi di larva, durante i quali il parassitoide divora i tessuti interni dell'ospite, provocando nel contempo la comparsa di malformazioni (castrazione, brachitterismo, ecc.). A maturità la larva occupa l'intero volume dell'ospite e terminato lo sviluppo fuoriesce attraverso un foro praticato nella membrana intersegmentale e si impupa dopo essersi lasciata cadere al suolo, nascondendosi fra i detriti vegetali presenti sulla superficie. Raramente la ninfosi si svolge sulle foglie della vegetazione.
Il ciclo biologico si svolge con 1-3 generazioni l'anno, per le specie osservate in Europa, ma, per una stessa specie, il numero di generazioni può cambiare secondo la regione e l'annata. Lo svernamento ha luogo allo stadio di pupa o, talvolta, allo stadio di larva di 1ª età dentro l'ospite.
Gli adulti si rivengono in genere in volo sulla vegetazione e si nutrono di melata. Hanno un volo piuttosto simile a quello dei Sirfidi e, in generale, sono considerati abili volatori. Popolano svariati habitat, ma sono in particolare frequenti nelle foreste rade e ai margini dei boschi.

## Utilità
La presenza, fra i Rincoti Auchenorrinchi, di specie di particolare importanza agraria, rende i Pipunculidi una famiglia di particolare interesse e di indubbia utilità. È opinione diffusa che i Pipunculidi giochino un ruolo non trascurabile nel controllo naturale delle popolazioni di questi fitomizi.
Fra i casi di maggiore interesse si cita l'impiego efficace di alcune specie del genere Pipunculus nelle Hawaii, all'inizio del secolo, contro un Delfacide, la cicadella della canna da zucchero, Perkinsiella saccharicida.

## Sistematica e filogenesi
La famiglia comprende circa 1400 specie, di cui oltre la metà classificate nell'ultimo ventennio, ma si stima che il numero complessivo sia dell'ordine di 2500 specie. I Pipunculidi sono tradizionalmente classificati fra gli Aschiza, i Ciclorrafi inferiori, e attualmente sono inclusi nella superfamiglia dei Syrphoidea. Gli Autori concordano, infatti, nel ritenere questa famiglia strettamente correlata, dal punto di vista filogenetico, ai Sirfidi. Secondo McAlpine (2000), le autapomorfie fondamentali che accomunano Sirfidi e Pipunculidi sono la forma più o meno globosa del pupario e la convergenza, più o meno accentuata, delle vene R4+5 e M1.
La tassonomia interna, secondo i più recenti orientamenti, contempla la ripartizione dei venti generi in tre sottofamiglie e, fra queste, la suddivisione dei Pipunculinae in cinque tribù:
- Chalarinae. Comprende tre generi:
  - Chalarus
  - Jassidophaga
  - Verrallia
- Nephrocerinae. Comprende due soli generi:
  - Nephrocerus
  - Protonephrocerus
- Pipunculinae. Si suddividono in cinque tribù:
  - Cephalopsini
    - Cephalops
    - Cephalosphaera

  - Eudorylini
    - Allomethus
    - Amazunculus
    - Basileunculus
    - Claraeola
    - Clistoabdominalis
    - Dasydorylas
    - Elmohardyia
    - Eudorylas

  - Microcephalopsini
    - Collinias
    - Microcephalops

  - Pipunculini
    - Pipunculus

  - Tomosvaryellini
    - Dorylomorpha
    - Tomosvaryella

In letteratura sono citati molti altri generi, tuttavia le revisioni più o meno recenti hanno riscontrato diverse omonimie e ne hanno perciò ridotto il numero. Dal punto di vista filogenetico, le relazioni fra i taxa dei Pipunculidae non sono ancora chiarite del tutto e questo potrebbe in futuro portare a revisioni di alcuni generi, in particolare Eudorylas e Pipunculus.
Nonostante si tratti di Ciclorrafi primitivi, la presenza dei Pipunculidi sulla Terra è documentata solo a partire dal Cenozoico. Si conoscono 14 specie fossili, in gran parte datate fra l'Eocene e l'Oligocene, e appartenenti a sette generi: Cephalosphaera, Eudorylas, Metanephrocerus, Nephrocerus, Pipunculus, Protonephrocerus e Protoverrallia. Di questi, solo i generi Metanephrocerus e Protoverrallia sono estinti.

## Distribuzione
I Pipunculidi sono una famiglia cosmopolita, rappresentata in tutte le ecozone della Terra. In Europa sono segnalate poco più di 200 specie. I generi presenti in Europa sono Chalarus, Jassidophaga e Verrallia per la sottofamiglia Chalarinae, Nephrocerus per la sottofamiglia dei Nephrocerinae e Cephalops, Cephalosphaera, Clareola, Clistoabdominalis, Dasydorylas, Eudorylas, Microcephalops, Pipunculus, Dorylomorpha e Tomosvaryella per la sottofamigliad dei Pipunculinae.
In Italia sono presenti quasi 60 specie ripartite fra 11 generi. I più ricchi di specie sono Eudorylas, Tomosvaryella, Dorylomorpha, Cephalops e Pipunculus. Gli altri generi rappresentati sono Chalarus, Verrallia, Jassidophaga, Nephrocerus, Cephalosphaera e Microcephalops. I Pipunculidi italiani sono presenti nel Nord Italia e, in misura minore, nella penisola. Non si sono segnalazioni in Sicilia e Sardegna.